# Dmitri Olegovitch Orlov
Pour les articles homonymes, voir Orlov.
Dmitri Olegovitch Orlov (en russe : Дмитрий Олегович Орлов), né le 19 septembre 1966 à Vladimir en Russie, est un mathématicien russe spécialiste de géométrie algébrique. Il est connu pour le théorème de reconstruction de Bondal-Orlov (2001).

## Formation et carrière
En 1988, Orlov est diplômé de la Faculté de mécanique et de mathématiques de l'Université d'État de Moscou. Il y  obtient  son diplôme de candidat ès sciences (équivalent d'un Ph.D.) en 1991 avec une thèse intitulée  Производные категории когерентных пучков, моноидальные преобразования и многообразия Фано (« Catégories dérivées de faisceaux cohérents, de transformations monoïdales et de variétés de Fano ») préparée sous la direction de Vasilii Alekseevich Iskovskikh   (et de Alexeï Igorievitch Bondal. Orlov  est chercheur à l'Institut de mathématiques Steklov d'avril 1996 à avril 2011 au département d'algèbre et est, depuis avril 2011, chef du département de géométrie algébrique. En 2002, Orlov obtenu son doctorat en sciences (doktor nauk habilitation) avec la thèse intitulée Производные категории когерентных пучков и эквивалентности между ними (« Catégories dérivées de faisceaux cohérents et équivalences entre elles »). En 2002, Orlov est, avec A. Bondal, conférencier invité au Congrès international des mathématiciens à Pékin avec une conférence intitulée « Derived categories of coherent sheaves ».

## Recherche
Les recherches d'Orlov portent sur l'algèbre homologique (catégories dérivées, catégories triangulées), la géométrie algébrique (géométrie algébrique dérivée, symétrie miroir homologique, faisceaux quasicohérents et géométrie non commutative).
D'après son entrée sur ncatlab.org,
« Orlov est l'un des pionniers du cadre catégorique moderne émergeant qui unit la géométrie algébrique commutative et non commutative, via l'étude des catégories triangulées améliorées de faisceaux quasicohérents ».
Orlov a été élu le 20 décembre 2011 membre correspondant et le 15 novembre 2019 membre titulaire de l'Académie des sciences de Russie.

## Publications (sélection)
- Alexei Bondal et Dmitri Orlov, « Reconstruction of a variety from the derived category and groups of autoequivalences », Compositio Mathematica, vol. 125, no 3,‎ 2001, p. 327–344 (DOI 10.1023/A:1002470302976, arXiv alg-geom/9712029)
- Alexei Bondal et Dmitri Orlov « Derived categories of coherent sheaves » (arXiv math/0206295)
— « (ibid.) », dans Proceedings of the International Congress of Mathematicians (Beijing 2002), Vol. II, p. 47–56
- Dmitri Orlov, « Quasi-coherent sheaves in commutative and non-commutative geometry », Izvestiya: Mathematics, vol. 67, no 3,‎ 2003, p. 535–554 (DOI 10.1070/IM2003v067n03ABEH000437)
- Dmitri Orlov, « Derived categories of coherent sheaves and equivalences between them », Russian Mathematical Surveys, vol. 58, no 3,‎ 2003, p. 511–591 (DOI 10.1070/RM2003v058n03ABEH000629)
- A. N. Kapustin et Dmitri Orlov, « Lectures on mirror symmetry, derived categories, and D-branes », Russian Mathematical Surveys, vol. 59, no 5,‎ 2004, p. 907–940 (DOI 10.1070/RM2004v059n05ABEH000772, arXiv math/0308173)
- Dmitri Orlov, « Derived categories of coherent sheaves and motives », Russian Mathematical Surveys, vol. 60, no 6,‎ 2005, p. 1242–1244 (DOI 10.1070/RM2005v060n06ABEH004292, arXiv math/0512620)
- Alexander I. Efimov, Valery A. Lunts et Dmitri O. Orlov, « Deformation theory of objects in homotopy and derived categories I: General theory », Advances in Mathematics, vol. 222, no 2,‎ 1er octobre 2009, p. 359–401 (DOI 10.1016/j.aim.2009.03.021, arXiv math/0702838)
- Alexander I. Efimov, Valery A. Lunts et Dmitri O. Orlov, « Deformation theory of objects in homotopy and derived categories II: Pro-representability of the deformation functor », Advances in Mathematics, vol. 224, no 1,‎ 1er mai 2010, p. 45–102 (DOI 10.1016/j.aim.2009.11.004, arXiv math/0702839)
- Alexander I. Efimov, Valery A. Lunts et Dmitri Orlov, « Deformation theory of objects in homotopy and derived categories III: Abelian categories », Advances in Mathematics, vol. 226, no 5,‎ 20 mars 2011, p. 3857–3911 (DOI 10.1016/j.aim.2010.11.003, arXiv math/0702840)
- Valery A. Lunts et Dmitri Orlov, « Uniqueness of enhancement for triangulated categories », Journal of the American Mathematical Society, vol. 23, no 3,‎ 2010, p. 853–908 (DOI 10.1090/S0894-0347-10-00664-8, arXiv 0908.4187)
- Dmitri Orlov, « Formal completions and idempotent completions of triangulated categories of singularities », Advances in Mathematics, vol. 226, no 1,‎ 2011, p. 206–217 (DOI 10.1016/j.aim.2010.06.016, arXiv 0901.1859)
- Dmitri Orlov, « Landau-Ginzburg Models, D-branes, and Mirror Symmetry », Matemática Contemporânea, vol. 41,‎ 2012, p. 75–112 (arXiv 1111.2962, lire en ligne)
- Mohammed Abouzaid, Denis Auroux, Alexander I. Efimov et Ludmil Katzarkov, « Homological mirror symmetry for punctured spheres », Journal of the American Mathematical Society, vol. 26, no 4,‎ 2013, p. 1051–1083 (DOI 10.1090/S0894-0347-2013-00770-5, arXiv 1103.4322)
- Dmitri Orlov, « Derived noncommutative schemes, geometric realizations, and finite dimensional algebras », Russian Mathematical Surveys, vol. 73, no 5,‎ 2018, p. 865–918 (DOI 10.1070/RM9844, arXiv 1808.02287)
- Dmitri Orlov, « Finite-dimensional differential graded algebras and their geometric realizations », Advances in Mathematics, vol. 366,‎ 3 juin 2020, article no 107096 (DOI 10.1016/j.aim.2020.107096, zbMATH 1504.14005, arXiv 1907.08162)

- Dmitri Olegovich Orlov, « Smooth DG algebras and twisted tensor product », Russian Mathematical Surveys, vol. 78, no 5,‎ 2023, p. 853–880 (DOI 10.4213/rm10139e, lire en ligne)